# Coussan
Coussan ist eine französische Gemeinde mit 110 Einwohnern (Stand 1. Januar 2022) im Département Hautes-Pyrénées in der Region Okzitanien (vor 2016: Midi-Pyrénées). Sie gehört zum Arrondissement Tarbes und zum Kanton Les Coteaux.
Die Einwohner werden Coussanais und Coussanaises genannt.

## Geographie
Coussan liegt auf dem Plateau von Lannemezan, circa zehn Kilometer östlich von Tarbes in der historischen Provinz Bigorre. Der Oberlauf des Estéous bildet die westliche Gemeindegrenze. Im Süden hat die Gemeinde einen Anteil am Stausee Lac de l’Arrêt-Darré nebst einem Teil der Staumauer.
Umgeben wird Coussan von den sechs Nachbargemeinden:
| Hourc    | Marquerie                                   |        |
| Souyeaux | Kompassrose, die auf Nachbargemeinden zeigt | Goudon |
| Laslades | Gonez                                       |        |

## Einwohnerentwicklung

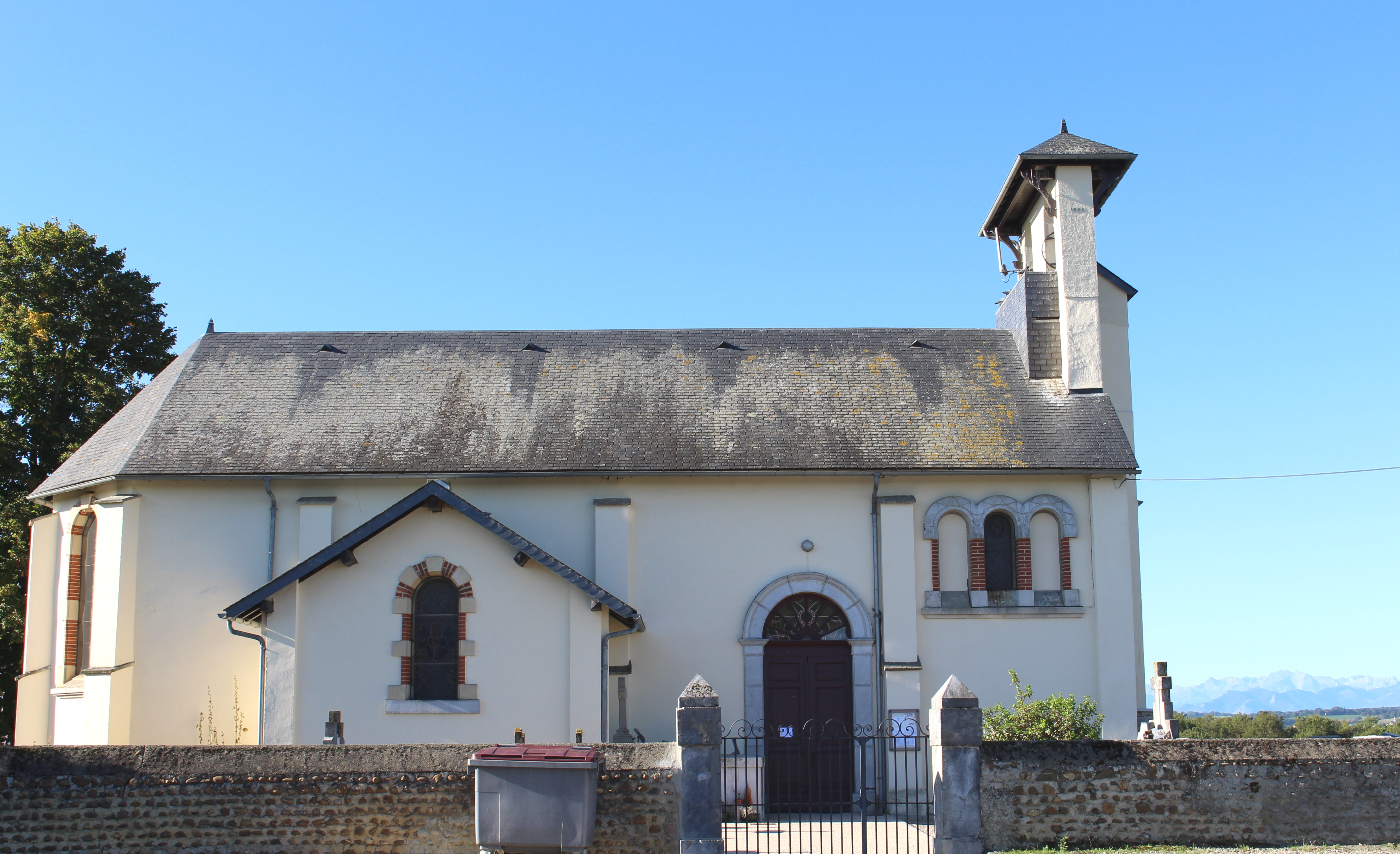
Pfarrkirche Maria Himmelfahrt

Nach Beginn der Aufzeichnungen stieg die Einwohnerzahl bis zur ersten Hälfte des 19. Jahrhunderts auf einen Höchststand von rund 220. In der Folgezeit sank die Zahl der Einwohner bei kurzen Erholungsphasen bis zu den 1960er Jahren auf rund 95, bevor eine Wachstumsphase bis zu den 1990er Jahren einsetzte, die die Einwohnerzahl auf 130 anwachsen ließ. In der Folge stagnierte die Gemeindegröße und stabilisierte sich seitdem auf rund 120 Einwohner.
| Jahr      | 1962 | 1968 | 1975 | 1982 | 1990 | 1999 | 2006 | 2011 | 2022 |
| --------- | ---- | ---- | ---- | ---- | ---- | ---- | ---- | ---- | ---- |
| Einwohner | 97   | 99   | 102  | 105  | 130  | 128  | 120  | 119  | 110  |

## Sehenswürdigkeiten
- Pfarrkirche de l’Assomption (Himmelfahrt)

## Wirtschaft und Infrastruktur

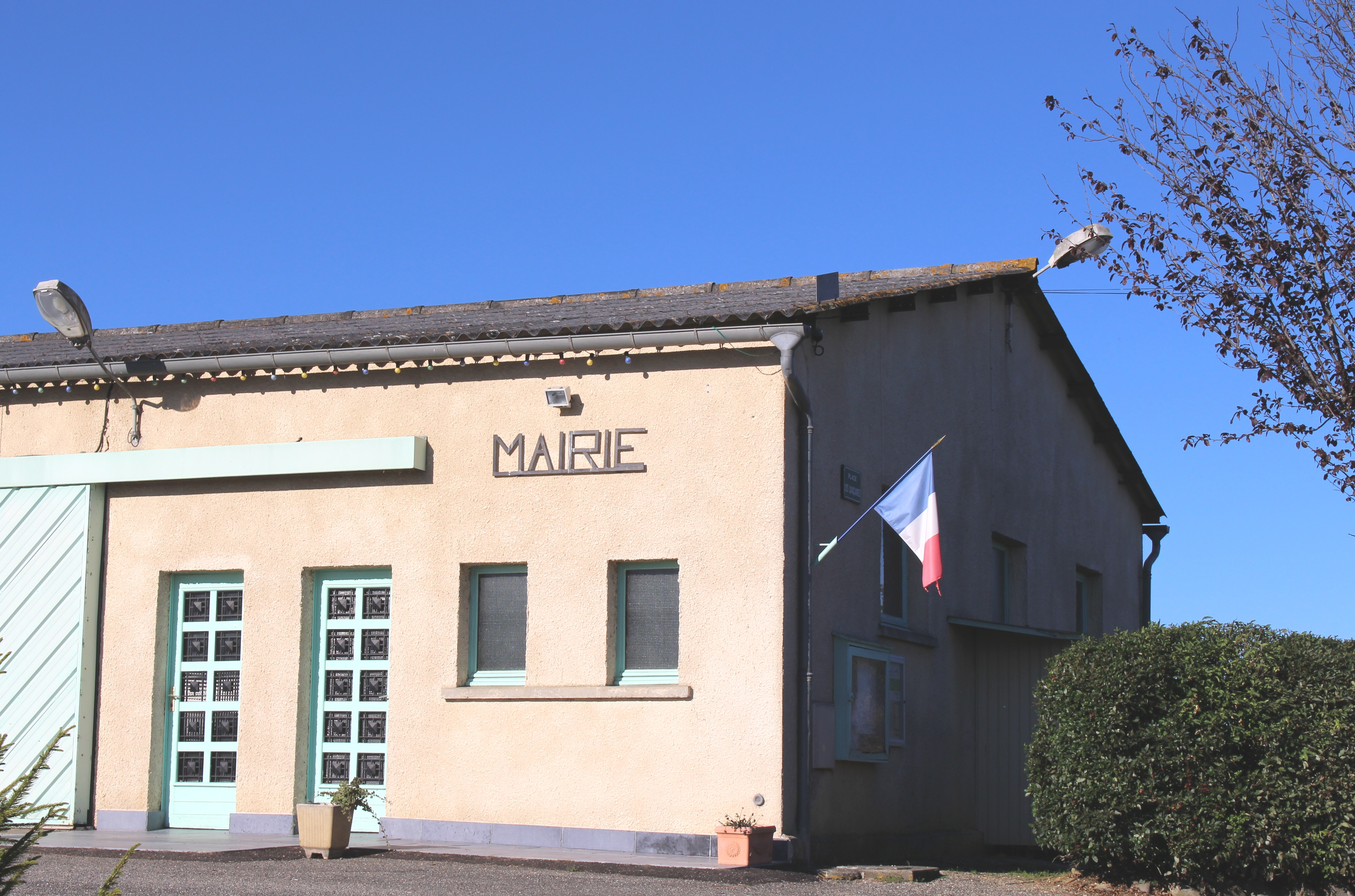
Mairie (Rathaus)

Coussan liegt in den Zonen AOC der Schweinerasse Porc noir de Bigorre und des Schinkens Jambon noir de Bigorre.

### Bildung
Die Gemeinde verfügt über eine öffentliche Vor- und Grundschule mit 24 Schülerinnen und Schülern im Schuljahr 2019/2020.

### Verkehr
Coussan ist über die Routes départementales 21, 49, 349 und 614 erreichbar.